# Оборотень Том
«Оборотень Том» (латыш. Vilkatis Toms) — художественный фильм режиссёра Эрика Лациса, снятый на Рижской киностудии по мотивам романа Яниса Маулиня «Следы» в 1983 году.

## Сюжет
Лесистый край Видземе в Лифляндии, XVII век. Произвол и насилие местного помещика вынуждают уйти из дома гордого арендатора хозяйской земли Тома. Он сам и его братья вынуждены скрываться у приютившей их на дальнем хуторе женщины.
Вера местных крестьян в магическую силу оборотней подталкивают Тома к мысли использовать приручённого им волка для осуществления мести убийцам его отца. После нескольких удачных набегов братьям удаётся схватить и посадить под замок главного виновника их бед.
Сосед хозяина Дормуйжи Фелсберг не верит слухам о появлении оборотней и призывает господ устроить облаву. Он уверен, что всё происшедшее за последнее время — дело человеческих рук. Несмотря на уговоры домашних, Фелсберг с загонщиками направляется в лес, уверенный в скорой разгадке не дающей ему покоя тайны…

## В ролях
- Гунар Цилинский — Том
- Олга Дреге — Мадра
- Улдис Ваздикс — Микелис
- Хельмут Калныньш — Андрис
- Юрис Леяскалнс — Фелсберг
- Валдемарс Зандберг — дормуйжский помещик
- Инесе Юрьяне — Сарма
- Эгонс Бесерис — Индритис
- Эдгар Сукурс — охотник
- Иева Мурниеце — Гуна
- Гирт Яковлев — Моди
- Артур Экис — Клаус
- Вера Шнейдере — хозяйка хутора
- Роберт Зебергс — старик
- Мара Земдега — знахарка

## Съёмочная группа
- Автор сценария и режиссёр-постановщик: Эрик Лацис
- Оператор-постановщик: Давис Симанис
- Композитор: Паулс Дамбис
- Художник-постановщик: Андрис Меркманис
- Звукооператор: Анна Патрикеева
- Режиссёр: Вия Озере
- Оператор: Валдемарс Емельянов
- Художник по костюмам: Скайдра Дексне
- Художник-гримёр: Эдите Нориете
- Работа с волками: Андрей и Людмила Комиссаровы, Иван Юркин, Юрий Чуркин
- Трюки: группа каскадёров под руководством Юриса Крастиньша
- Консультанты: Андрис Вулфс, Теодорс Зейтс
- Директор: Татьяна Зуева

## Прокат
В кинопрокате СССР 1984 года фильм посмотрели около 5 млн зрителей, однако, отмечалось, что фильм имел «аномальную» нагрузку на копию, и в некоторых городах с успехом конкурировал с зарубежными «кассовыми» фильмами.